# Desulfoglukozinolat sulfotransferaza
Desulfoglukozinolat sulfotransferaza (EC 2.8.2.24, PAPS-desulfoglukozinolatna sulfotransferaza, 3'-fosfoadenozin-5'-fosfosulfat:desulfoglukozinolat sulfotransferaza) je enzim sa sistematskim imenom 3'-fosfoadenilil-sulfat:desulfoglukozinolat sulfotransferaza. Ovaj enzim katalizuje sledeću hemijsku reakciju
3'-fosfoadenilil sulfat + desulfoglukotropeolin {\displaystyle \rightleftharpoons } adenozin 3',5'-bisfosfat + glukotropeolin
Ovaj enzim učestvuje sa EC 2.4.1.195, tiohidroksimat beta-D-glukoziltransferazom, u biosintezi tioglikozida kod krstonosnih biljki.

## Literatura
- Nicholas C. Price; Lewis Stevens (1999). Fundamentals of Enzymology: The Cell and Molecular Biology of Catalytic Proteins (Third изд.). USA: Oxford University Press. ISBN 019850229X.
- Eric J. Toone (2006). Advances in Enzymology and Related Areas of Molecular Biology, Protein Evolution (Volume 75 изд.). Wiley-Interscience. ISBN 0471205036.
- Branden C; Tooze J. Introduction to Protein Structure. New York, NY: Garland Publishing. ISBN 0-8153-2305-0.
- Irwin H. Segel. Enzyme Kinetics: Behavior and Analysis of Rapid Equilibrium and Steady-State Enzyme Systems (Book 44 изд.). Wiley Classics Library. ISBN 0471303097.

## Spoljašnje veze
- Desulfoglucosinolate+sulfotransferase на 